# Granges-d'Ans
Granges-d'Ans é uma comuna francesa na região administrativa da Nova Aquitânia, no departamento Dordonha. Estende-se por uma área de 11,61 km². Em 2010 a comuna tinha 153 habitantes (densidade: 13,2 hab./km²).